# Chloris gayana
Herbe de Rhodes
Espèce
Chloris gayana, l'Herbe de Rhodes, est une espèce de plantes monocotylédones de la famille des Poaceae (graminées), sous-famille des Chloridoideae, originaire d'Afrique et répandue dans toutes les régions tropicales et subtropicales.
Ce sont des plantes herbacées, vivaces, stolonifères, aux tiges dressées pouvant atteindre 220 cm de long. L'inflorescence digitée est composé de racèmes spiciformes.
L'espèce est cultivée dans les pays secs pour produire du fourrage ou pour stabiliser les sols.

## Description

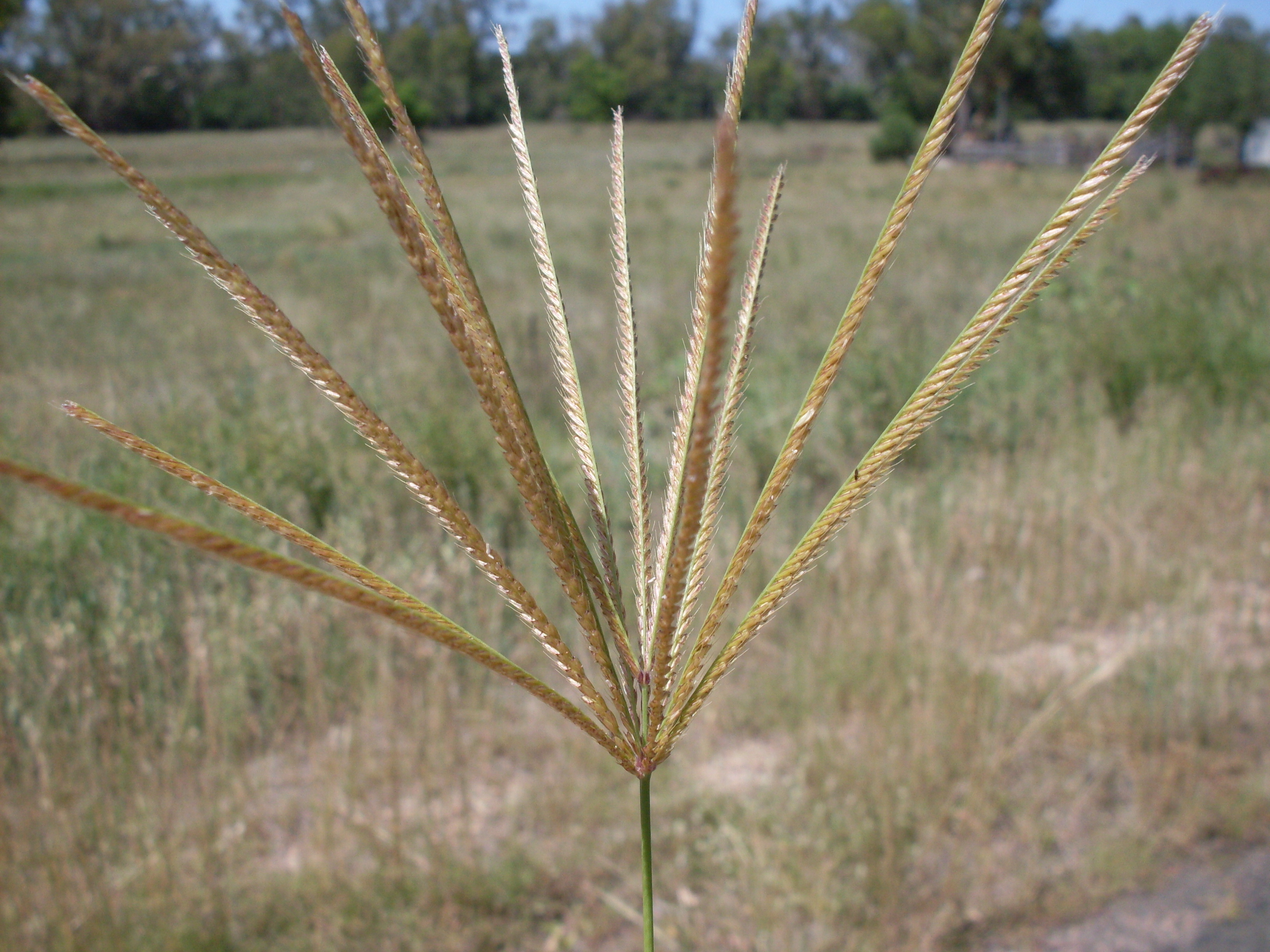
Inflorescence.

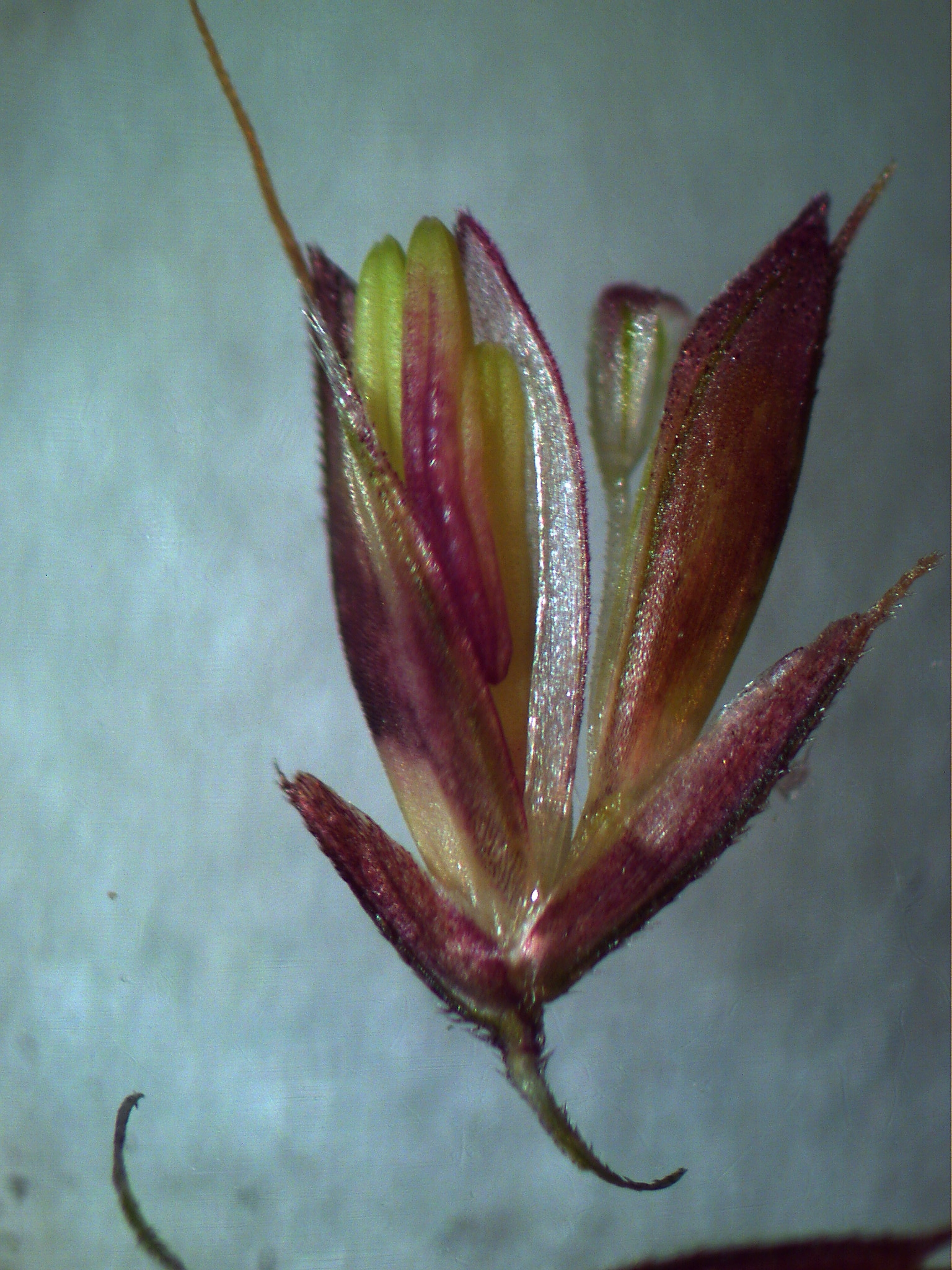
Épillet.

Chloris gayana est une plante herbacée vivace (mais qui peut se comporter comme une annuelle dans les régions aux hivers très froids ou à longues saisons sèches), aux tiges (chaumes) dressées ou géniculées ascendantes, de 50 à 220 cm de long. Elle est généralement stolonifère (caractère variable selon les génotypes) et peut émettre des racines adventives à partir des nœuds inférieurs. 
Les racines peuvent atteindre 4,7 m de profondeur, mais sont rares au-delà de 2,4 m.
Les stolons ont un diamètre de 4 à 5 mm contre 2 à 4 mm pour les tiges florifères.
Les feuilles ont un limbe glabre, allongé de 25 à 50 cm de long sur 3 à 9 mm de large, avec une ligule membraneuse ciliée.
L'inflorescence, ascendante ou étalée, de couleur claire brun-verdâtre, rarement jaune, vire au brun foncé à maturité. Elle est composée de 6 à 15 (voire 3 à 20) racèmes spiciformes de 4 à 15 cm de long, disposés de façon digitée (verticille simple) ou sub-digitée (verticille double). 
Les épillets fertiles, sessiles, comprimés latéralement, comprennent un fleuron fertile et 3 à 4 fleurons réduits, stériles ou nus, vers l'apex. Ils mesurent de 2,5 à 4 cm de long et se désarticulent à maturité sous le fleuron fertile. Parfois tous les fleurons sont hermaphrodites et fertiles.
Les épillets sont sous-tendus par deux glumes semblables, membraneuses, lancéolées, persistantes, atteignant l'apex des fleurons. La glume supérieure atteint 2 à 4 mm de long. La glume inférieure plus courte à une longueur égale à 60 à 70 % de celle de la glume supérieure.
Les fleurons fertiles ont une lemme munie d'une arête de 1 à 10 mm de long (la longueur des arêtes peut être utile pour différencier les cultivars).
Ils comptent deux lodicules charnus, 3 anthères et 2 stigmates,.
Le fruit est un caryopse brun, trigone, au péricarpe adhérent, mesure environ 2 mm de long sur 0,5 mm de large. Il présente un hile punctiforme. Le caryopse se sépare facilement des glumes chez certaines variétés. On compte 2 millions de graines par kilogramme.

## Distribution et habitat
L'espèce s'étant naturalisée dans de nombreux pays, l'aire de répartition originelle de Chloris gayana n'est pas connue avec précision. Elle comprendrait probablement les pays suivants d'Afrique tropicale : Mali, Niger, Sénégal, Kenya, Tanzanie, Ouganda, Éthiopie, Somalie, Soudan, d'Afrique australe (Afrique du Sud, Botswana, Lesotho, Namibie, Mozambique, Zimbabwe) et d'Afrique du Nord (Algérie, Égypte, Maroc, Tunisie)  et de Macaronésie (Madère, îles Canaries),.
L'espèce s'est largement naturalisée dans de nombreuses régions tropicales et subtropicales du monde : Nouvelle-Zélande, Espagne, Mexique, Floride, Hawaï, Brésil (Parana, Rio Grande do Sul),  Caraïbes (Cuba, République Dominicaine, Jamaïque), Argentine, Bolivie, Chili, Paraguay, Pérou. 
Elle est par ailleurs cultivée dans divers pays d'Afrique (Afrique du Sud, Kenya, Tanzanie, Zambie, Zimbabwe), d'Asie (Géorgie, Corée, Japon, Inde, Philippines, Thaïlande), d'Amérique du Nord (États-Unis) et du Sud (Argentine, Brésil, Uruguay), en  Australie et dans les îles Fidji.
Chloris gayana se rencontre en milieu ouvert dans les zones boisées, les savanes et les prairies, sur les rives des cours d'eau et des lacs, et dans les plaines saisonnièrement gorgées d'eau, sur différents types de sols.

## Utilisation
Chloris gayana est cultivée comme plante fourragère et considérée comme l'une des meilleures graminées pour les prairies temporaires dans les zones tropicales et subtropicales. Utile pour l'établissement de pâturages, cette espèce convient également pour l'utilisation tant sous forme d'ensilage que de foin. Appréciée par tous les types de bétail, cette plante peut cependant peut causer des problèmes de peau chez les chevaux.
On l'utilise également pour la conservation des sols en raison de son aptitude à  s'établir rapidement, de son caractère persistant et de sa résistance à la sécheresse.
C'est une espèce est utile comme plante de couverture, qui améliore aussi la fertilité et la structure du sol et contribue à réduire les populations de nématodes.
Les chaumes plus longs sont utilisés au Kenya pour couvrir les toits de chaume.

## Taxinomie

### Synonymes
Selon Catalogue of Life (23 mars 2018) :
- Chloris abyssinica Hochst. ex A.Rich.
- Chloris gayana f. oligostachya (Murb.) Maire & Weiller
- Chloris gayana subsp. oligostachya Murb.
- Chloris glabrata Andersson
- Chloris multiradiata var. ragazzii Pirotta
- Chloris repens Hochst.
- Eustachys gayana (Kunth) Mundy

### Sous-espèces
Selon Tropicos (23 mars 2018) (Attention liste brute contenant possiblement des synonymes) :
- Chloris gayana subsp. gayana
- Chloris gayana subsp. oligostachys Barratte & Murb.